# Lipogramma (zoologia)
Lipogramma J.E. Böhlke, 1960 è un genere di piccoli pesci di acqua salata, appartenente alla famiglia Grammatidae.

## Tassonomia
Il genere comprende le seguenti specie:
- Lipogramma anabantoides J. E. Böhlke, 1960
- Lipogramma evides C.R.Robins & P.L.Colin, 1979
- Lipogramma flavescens Gilmore & R.S.Jones, 1988
- Lipogramma haberorum C.C.Baldwin, Nonaka & D.R.Robertson, 2016 [2]
- Lipogramma klayi J. E. Randall, 1963
- Lipogramma levinsoni C.C.Baldwin, Nonaka & D.R.Robertson, 2016 [2]
- Lipogramma regia C.R.Robins & P.L.Colin, 1979
- Lipogramma robinsi Gilmore, 1997
- Lipogramma rosea C.R.Gilbert, 1979
- Lipogramma trilineata J.E.Randall, 1963